# Snowboard nos Jogos Olímpicos de Inverno de 2014 - Qualificação
A seguir está sobre as regras de qualificação e atribuição de quotas para a eventos de snowboard. No Jogos Olímpicos de Inverno de 2014.

## Padrão de qualificação
Um atleta deve estar rankeado no top 30 em em um evento da Copa do Mundo depois de julho de 2012 ou no Campeonatos do Mundo de 2013 em que respectivo evento e também ter uma quantidade mínima de pontos FIS (10 para todos os eventos, com exceção slopestyle que é de 50 pontos).
Um total de 252 pontos de quotas estão disponíveis para os atletas para competir nos jogos. Um máximo de 24 atletas podem ser inseridos por um Comitê Olímpico Nacional, com um máximo de 14 homens e 14 mulheres.

## Atribuição de quotas
No final do período de qualificação de quotas, 19 de janeiro de 2014 será premiado com o Lista de Alocação de Quota Olímpico (que inclui todos os resultados das Copas do Mundo de Julho de 2012 e os resultados do Campeonato do Mundo de 2013). Os pontos serão atribuídos a cada país por atleta constante da lista a partir de um número por evento até um máximo para cada evento seja atingido. Uma vez que um NOC alcançou o máximo de 4 pontos de quotas em um evento, ele não vai mais ser contado para a atribuição de quotas. Se uma nação passa por cima do total de 14 por sexo ou 26 totais, cabe a essa nação para selecionar sua equipe para atender as regras pelas 22 janeiro de 2014 de. Quaisquer pontos vagos será então concedido, nesse caso, a partir do primeiro atleta não deve ser atribuída uma quota.
Máximo de atletas por evento
| Evento   | Paralelo | Halfpipe | Snowboard Cross | Slopestyle | Total |
| -------- | -------- | -------- | --------------- | ---------- | ----- |
| Homens   | 32       | 40       | 40              | 30         | 142   |
| Mulheres | 32       | 30       | 24              | 24         | 110   |
| TOTAL    | 64       | 70       | 64              | 54         | 252   |

## Sumário de qualificação
A lista de quotas atribuídas foi publicada em 25 de janeiro, Alguns países que qualificaram mais de uma de quotas pode optar por entrar com o mesmo atleta para ambos os eventos.
| País                | Homens   | Homens   | Homens          | Homens     | Mulhers  | Mulhers  | Mulhers         | Mulhers    | Total | Atletas |
| País                | Parallel | Halfpipe | Snowboard Cross | Slopestyle | Parallel | Halfpipe | Snowboard Cross | Slopestyle | Total | Atletas |
| ------------------- | -------- | -------- | --------------- | ---------- | -------- | -------- | --------------- | ---------- | ----- | ------- |
| GER Alemanha        | 4 3      | 1        | 2               |            | 4        |          |                 |            | 10    | 10      |
| AND Andorra         |          |          | 1               |            |          |          |                 |            | 1     | 1       |
| AUS Austrália       |          | 3        | 3               | 1          |          | 4        | 2               | 1          | 14    | 11      |
| AUT Áustria         | 4        |          | 4 3             | 3          | 4        |          | 2               | 1          | 17    | 17      |
| BEL Bélgica         |          |          |                 | 1          |          |          |                 |            | 1     | 1       |
| BRA Brasil          |          |          |                 |            |          |          | 1               |            | 1     | 1       |
| BUL Bulgária        | 1        |          |                 |            |          |          | 1               |            | 2     | 2       |
| CAN Canadá          | 3        | 3        | 4               | 4          | 3        | 3        | 2               | 2          | 24    | 24      |
| KAZ Cazaquistão     |          |          |                 |            | 1        |          |                 |            | 1     | 1       |
| CHN China           |          | 2        |                 |            |          | 4        |                 |            | 6     | 6       |
| KOR Coreia do Sul   | 2        | 2        |                 |            |          |          |                 |            | 4     | 4       |
| CRO Croácia         |          |          |                 |            |          | 1        |                 |            | 1     | 1       |
| SLO Eslovênia       | 4        | 2        | 2 1             |            | 1        | 1        |                 | 1          | 10    | 10      |
| ESP Espanha         |          |          | 3               |            |          | 1        |                 |            | 4     | 4       |
| USA Estados Unidos  | 2 1      | 4        | 4               | 4          | 1        | 4        | 3               | 4          | 24    | 23      |
| FIN Finlândia       |          | 4        | 2               | 4          |          | 1        |                 | 2          | 13    | 11      |
| FRA França          | 1        | 2        | 3               |            | 1        | 4 3      | 4               |            | 13    | 13      |
| GBR Grã-Bretanha    |          | 2        |                 | 2          |          |          | 1               | 2          | 7     | 7       |
| IRL Irlanda         |          | 1        |                 | 1          |          |          |                 |            | 2     | 1       |
| ITA Itália          | 4        |          | 4               |            | 2        |          | 2               |            | 12    | 12      |
| JPN Japão           | 1        | 4        |                 | 2 1        | 1        | 4 1      | 1               |            | 8     | TBD     |
| NOR Noruega         |          |          | 1               | 4          | 1        |          | 1               | 2          | 9     | 9       |
| NZL Nova Zelândia   |          |          |                 |            |          | 1        |                 | 4          | 5     | 5       |
| NED Países Baixos   |          | 2        |                 |            | 1 2      |          | 1               | 1          | 6     | 6       |
| POL Polônia         |          | 1        | 2               |            | 2        | 1        |                 |            | 6     | 6       |
| CZE República Checa |          |          | 2               |            | 1        | 1        | 1               | 1          | 6     | 5       |
| RUS Rússia          | 4        | 3        | 3               | 1          | 4        | 1        | 1               |            | 15    | 15      |
| SRB Sérvia          |          |          |                 |            | 1        |          |                 |            | 1     | 1       |
| SWE Suécia          |          |          |                 | 2          |          |          |                 |            | 2     | 2       |
| SUI Suíça           | 4        | 4        | 2               | 2          | 4        | 3        | 3 2             | 3          | 24    | 24      |
| UKR Ucrânia         | 1        |          |                 |            | 1        |          |                 |            | 2     | 2       |
| Total: 31 Países    | 32       | 40       | 40              | 30         | 32       | 30 29    | 24              | 24         | 251   | 243     |

### Próximos países elegíveis por evento
Se um país rejeita um ponto de quota então quotas adicionais se tornam disponíveis. Países em negrito indicam que país recebeu um ponto de quota rejeitado. Aqui os 12 melhores países elegíveis por evento. Nota: um país pode ser elegível para mais de um ponto por evento de quotas no processo de realocação.
Homens
| Paralelo | Halfpipe | Snowboard Cross | Slopestyle |
| --- | --- | --- | --- |
| CAN Canadá JPN Japão KOR Coreia do Sul KOR Coreia do Sul GBR Grã-Bretanha BUL Bulgária UKR Ucrânia KOR Coreia do Sul CZE República Checa POL Polônia CZE República Checa USA Estados Unidos | BEL Bélgica ESP Espanha RUS Rússia SLO Eslovênia CAN Canadá CHN China NOR Noruega BAH Bahamas FRA França FRA França CZE República Checa NED Países Baixos | ESP Espanha JPN Japão FRA França RUS Rússia NED Países Baixos GER Alemanha ARG Argentina CZE República Checa RUS Rússia NOR Noruega AUS Austrália GBR Grã-Bretanha | AUT Áustria JPN Japão SWE Suécia ITA Itália AUS Austrália NED Países Baixos AUS Austrália BEL Bélgica GER Alemanha NZL Nova Zelândia CZE República Checa ITA Itália |

Mulheres
| Paralelo | Halfpipe | Snowboard Cross | Slopestyle |
| --- | --- | --- | --- |
| NED Países Baixos JPN Japão ITA Itália CAN Canadá KOR Coreia do Sul NED Países Baixos SRB Sérvia CHN China POL Polônia FRA França SLO Eslovênia CHN China | CZE República Checa CAN Canadá CRO Croácia POL Polônia POL Polônia FIN Finlândia FIN Finlândia SUI Suíça KOR Coreia do Sul POL Polônia FIN Finlândia CZE República Checa | FRA França CAN Canadá USA Estados Unidos AUS Austrália GER Alemanha CAN Canadá POL Polônia RUS Rússia CZE República Checa ESP Espanha RUS Rússia CZE República Checa | HUN Hungria POL Polônia CAN Canadá CAN Canadá NED Países Baixos AUS Austrália FIN Finlândia SLO Eslovênia FIN Finlândia GBR Grã-Bretanha CZE República Checa AUS Austrália |